# オスカル・ヴェント
オスカル・ヴェント（Oscar Wendt 、1985年10月24日 - ）は、スウェーデン・ヴェストラ・イェータランド県ヨーテボリ出身の元プロサッカー選手。元スウェーデン代表。現役時代のポジションは、ディフェンダー。

## 経歴

### ヨーテボリ
2003年、IFKヨーテボリに加入。2006年、FCコペンハーゲンに600万デンマーク・クローネで移籍。契約は4年。

### コペンハーゲン
最初の2シーズンはレギュラーポジションをつかめず、アンドレ・ベルグデルモとニクラス・イェンセンの控えとしてベンチを温めることが多かったが、2008年にようやくレギュラーを獲得した。レギュラー獲得後は中心選手として活躍、ウェストハム・ユナイテッドFCやジェノアCFCからの関心が伝えられるようになった。
UEFAチャンピオンズリーグ 2006-07ではセルティックFC戦に出場し3-1の勝利に貢献、ユーロスポーツの"チーム・オブ・ザ・ラウンド"に選出された。

### ボルシアMG
2011年6月、ボルシア・メンヒェングラートバッハにフリーで加入。契約は3年。

### ヨーテボリへの復帰
2021年3月23日、フリーで古巣IFKヨーテボリに加入し、1年半契約を結んだ。

## タイトル
FCコペンハーゲン
- デンマーク・スーペルリーガ: 2006–07、2008–09、2009–10、2010–11
- デンマーク・カップ: 2008–09